# هایدهناو (زاکسن)
شهر هایدهناو در ایالت زاکسن در کشور آلمان واقع شده‌است.